# Johann von Löben
Johann von Löben (meist Johann von Loeben, auch Hans von Löben) (* 1561; † 26. Juli 1636 in Blumberg (Barnim)) war kurfürstlicher Kanzler der Mark Brandenburg.

## Leben
Er heiratete am 22. November 1599 in Neustadt/Dosse Margarete von Winterfeld (* 1583; † 2. November 1662), die Schwester des Direktors des Kollegiums der Geheimen Staatsräte und späteren Statthalters der Kurmark Samuel von Winterfeld.
Kurfürst Joachim Friedrich gründete 1604 als eine Ministerrunde an seinem Hofe den sogenannten Geheimen Rat, der aus acht Mitgliedern bestand. In diesen Rat wurde auch Johann von Löben als Kanzler berufen und er blieb dort bis 1609. 
Johann von Löben ist vor allem als Eigentümer diverser Güter um Berlin bekannt. 1602 kaufte er den Ort Blumberg und errichtete dort ein Jahr später ein Schloss. 1618 kaufte er Hellersdorf und gliederte es seinem Gutsbezirk in Blumberg an. Andere Besitzungen sind Teile von Ahrensfelde, Neuenhagen und Dahlwitz.
von Löben hatte mit seiner Frau mehrere Kinder. 
- Elisabeth (1604–1684) ⚭ Konrad von Burgsdorff
- Johann Sigismund (* 1604; † 22. Mai 1654) ⚭ Anna Katharina von Ribbeck (1634–1664), Tochter von Johann Georg von Ribbeck
- Johann Friedrich (1595–1667), brandenburgischer Staatsmann

Im Jahr 1900 wurde ihm im Berliner Tiergarten eine Denkmalbüste gesetzt, die ihn als Seitendenkmal neben dem zentralen Standbild des Kurfürsten Joachim Friedrich zeigt. Die Monumente stammen von dem Bildhauer Norbert Pfretzschner und waren Teil der Denkmalgruppe 22 in der Siegesallee.